# Australiorondonia australica
Australiorondonia australica är en skalbaggsart som beskrevs av Stefan von Breuning 1982. Australiorondonia australica ingår i släktet Australiorondonia och familjen långhorningar. Inga underarter finns listade i Catalogue of Life.